# Крицман Марія Григорівна
Марія Григорівна Крицман (1905—1971) — радянський учений-біохімік, ензимолог, спеціаліст з азотистого обміну. Доктор біологічних наук, професор. Лауреатка Сталінської премії (1941).

## Життєпис
Закінчила Одеський медичний інститут. Працювала в Москві в Біохімічному інституті Наркомату здоров'я РРФСР, з 1933 року — у Всесоюзному інституті експериментальної медицини.
1937 року, будучи аспіранткою академіка Олександра Браунштейна, відкрила реакцію переамінування в організмі — оборотне перенесення амінокислот до кетокислот. Ця реакція грає найважливішу роль обміні азотистих сполук у тканинах тварин, рослин та в мікроорганізмах. Професор зі спеціальності «Біохімія» (1939).
У 1945 році Марія Крицман організувала та очолила лабораторію ферментів в Інституті біологічної та медичної хімії АМН СРСР. З 1951 року завідувач лабораторії біохімії Інституту кардіології імені О. Л. М'ясникова Академії медичних наук СРСР.
Померла 22 травня 1971 року на 67-му році життя після тривалої хвороби. Похована в колумбарії Новодівичого цвинтаря.

## Наукові праці
- Пути синтеза белка [Текст] / А. С. Коникова, М. Г. Крицман. — Москва: Медицина, 1965. — 358 с. : ил.;
- Индукция ферментов в норме и патологии [Текст] / М. Г. Крицман, А. С. Коникова. — М. : Медицина, 1968. — 315 с
- A. E. Браунштейн, M. Г. Крицман. Биохимия, 8, 1 (1943).

## Нагороди і премії
- Сталінська премія другого ступеня (1941) — за наукову працю «Утворення та розпад амінокислот шляхом інтермолекулярного перенесення аміногрупи» (1937—1940)